# Бейскбаев, Бахтурас
Бахтура́с Бейскба́ев (каз. Бақтыораз Бейсекбаев, более корректная передача на русский — Бактыораз Бейсекбаев; 1920 — 26 июня 1941 года) — стрелок бомбардировщика 1-й авиационной эскадрильи 207-го дальнебомбардировочного авиационного полка 42-й дальнебомбардировочной авиационной дивизии 3-го авиационного корпуса дальней бомбардировочной авиации, младший сержант. Погиб во время боевого вылета, по одной из версий — в результате тарана немецкой механизированной колонны. Посмертно удостоен званий Герой Российской Федерации (1996) и «Народный Герой» (1998, Казахстан).

## Биография
Родился в 1920 году в ауле Илинский Верненского уезда Семиреченской области Туркестанской АССР. Казах. Происходит из подрода Байшегир рода Шуманак племени Жалайыр. В Красной армии с 1938 года. На момент начала Великой Отечественной войны служил в 3-й (с 24 июня — в 1-й) эскадрилье 207-го дальнебомбардировочного авиаполка нижним стрелком в экипаже Александра Маслова.

## Гибель
26 июня 1941 года при нанесении удара по вражеской колонне на шоссе Молодечно — Радошковичи бомбардировщик ДБ-3Ф, стрелком-радистом которого был Бахтурас Бейскбаев, был подбит и упал около д. Декшняны. Вместе с ним погибли все члены экипажа: командир корабля капитан Александр Маслов, штурман лейтенант Владимир Балашов, стрелок-радист младший сержант Григорий Реутов. Согласно многочисленным данным,[кто?] именно командир самолёта Маслов направил горящую машину на скопление вражеской техники на шоссе, а не Николай Гастелло.

## Обстоятельства гибели Б. Бейскбаева: версии и факты
Так как свидетельств гибели самолёта А. С. Маслова не было, Б. Бейскбаев, как и весь экипаж считался «пропавшим без вести». По идеологии того времени военные, чья смерть не была точно установлена, подозревались в возможной «измене Родины».
В 1951 году для последующего торжественного захоронения была произведена эксгумация останков из предполагаемой могилы однополчанина Б. Бейскбаева, командира 2-й эскадрильи Н. Гастелло, который, как считалось, совершил прославленный «огненный таран» в тот же день, когда погиб экипаж Маслова и в том же месте. Однако на месте захоронения были найдены личные вещи капитана Александра Маслова и стрелка-радиста Григория Реутова — членов экипажа Б. Бейскбаева. Руководивший перезахоронением подполковник Котельников с санкции партийных органов провёл секретное расследование, в результате которого было установлено, что на месте предполагаемого тарана Гастелло разбился самолёт Александра Маслова. Так как данные о том, что на месте предлагаемого подвига Гастелло на самом деле погиб другой экипаж, противоречили официальной версии «огненного тарана», информация о месте гибели членов экипажа Маслова не была обнародована, обстоятельства их смерти не расследовались. Останки Б. Бейскбаева и других членов экипажа без огласки перезахоронили в братской могиле на кладбище Радошковичей, фрагменты их бомбардировщика — отправлены в музеи страны, как останки самолёта Гастелло, на месте гибели экипажа Маслова был установлен памятник-монумент, посвященный подвигу экипажа Н. Ф. Гастелло.
В конце 80-х — начале 90-х годов XX века общественности стало известно о том, что на месте известного всей стране «огненного тарана» Н. Гастелло на самом деле потерпел крушение самолёт Александра Маслова. В связи с этим, родилась версия, что колонну вражеской техники таранил экипаж Маслова, а не Гастелло. Усилиями сторонников версии «огненного тарана» самолётом Маслова Б. Бейскбаев, как и все члены экипажа, в 1992 году был удостоен ордена Отечественной войны I степени, а в 1996 году — звания Героя Российской Федерации с формулировкой: «За мужество и героизм, проявленные в борьбе с немецко-фашистскими захватчиками в Великой Отечественной войне 1941—1945 годов». В 1998 году Б. Бейскбаев был удостоен высшей награды Казахстана «Халық Каһарманы» (Народный герой Казахстана).
В то же время ряд исследователей[каких?] считает полностью несостоятельной версию о том, что таран совершил экипаж Маслова, полагая, что самолёт не врезался в колонну машин с горючим и боеприпасами, а упал на мягкий грунт. Следовательно, они считают не доказанным факт наземного тарана бомбардировщиком Маслова.
Установление истины осложняется тем, что имеющиеся свидетельства противоречивы и запутаны, а многие документы утрачены как в ходе Великой Отечественной войны, так и в послевоенное время.
В истории гибели экипажа Маслова, в том числе Бахтураса Бейскбаева, достоверным является:
- дату гибели — 26 июня 1941 года
- место крушения самолёта — у села Декшняны
- место захоронения — братская могила в пгт. Радошковичи

## Награды
- Орден Отечественной войны I степени (1992, посмертно). Приказ Главнокомандующего Объединёнными Вооружёнными Силами СНГ № 43 от 27.04.1992.
- Звание «Герой России» (1996, посмертно). Указ Президента Российской Федерации № 635 от 2.05.1996.
- Звание «Народный Герой» (1998, посмертно). Указ Президента Республики Казахстан от 7.05.1998.

В центре села Баканас, в который переселены жители аула Илийский , установлен бюст Бактыоразу Бейсекбаеву. Также его имя носит местная школа.
В столице Казахстана Астане в его честь переименована одна из улиц.